# Луни (Кировская область)
Луни — деревня в Шабалинском районе Кировской области. Входит в состав Ленинского городского поселения.

## География
Деревня находится в западной части региона, в пределах Волжско-Ветлужской равнины, в подзоне южной тайги, на реке Чернушка, на расстоянии приблизительно 14 километров (по прямой) на северо-восток от посёлка Ленинского, административного центра района. Примерно в 900 метрах на запад от деревни находится урочище Абросовцы.

### Климат
Климат характеризуется как континентальный, с продолжительной холодной снежной зимой и умеренно тёплым коротким летом. Среднегодовая температура — 1,6 °C. Средняя температура воздуха самого холодного месяца (января) составляет −13,8 °C; самого тёплого месяца (июля) — 17,5 °C . Безморозный период длится 89 дней. Годовое количество атмосферных осадков — 721 мм, из которых 454 мм выпадает в тёплый период.

## Топоним и статус
Известна с 1873 года как починок Хомяковский и Бусыгинский (Луни), в 1905 займище Хомяковское и Бусыгинское или Луни, в 1926 — деревня Луни.

## История
Известна с 1873 года.
В советские годы работал колхоз «Венера».

## Население
| 2010 |
| ---- |
| 49   |

### Историческая численность населения
В 1873 году в 20 дворах 156 жителей, в 1905 41 и 295, в 1926 53 и 302, в 1950 — 65 и 210, в 1989—151 житель.

### Национальный состав
Согласно результатам переписи 2002 года, в национальной структуре населения
русские составляли 100 % из 90 чел.

## Инфраструктура
Личное подсобное хозяйство.
Основа экономики — сельское хозяйство.

## Транспорт
Деревня доступна автотранспортом.